# 사누키역
사누키역(일본어: 佐貫市駅)은 일본 이바라키현 류가사키시에 있는 철도역이다.

## 이용 가능한 철도 노선
- 동일본 여객철도 조반선
- 간토 철도 류가사키 선

## 동일본 여객철도
혼합식 승강장 2면 3선 형태의 지상역이며, 같은 하행선인 2번선과 3번선이 같은 승강장을 쓴다. 특별쾌속과 특급 열차는 3번선에 정차하며, 2번선에 대피를 위해 상행선 열차가 들어올 때도 있다. 교상역사를 가지고 있다.

### 승강장
| 1 | ■ 조반선 (상행) | 도리데 · 마쓰도 · 우에노 · 도쿄 · 시나가와 방면 (우에노도쿄라인)      |
| 2 | ■ 조반선 (상행) | 우에노 방면 (대피용)                                                  |
| 2 | ■ 조반선 (하행) | 쓰치우라 · 미토 · 가쓰타 · 다카하기 방면 (보통)                       |
| 3 | ■ 조반선 (하행) | 쓰치우라 · 미토 · 가쓰타 · 다카하기 방면 (특별쾌속·특급 및 일부 보통) |

## 간토 철도
단식 승강장 1면 1선 형태의 지상역이다. 동일본 여객철도의 사누키 역과 연결되는 통로를 보유하고 있다.

## 사진

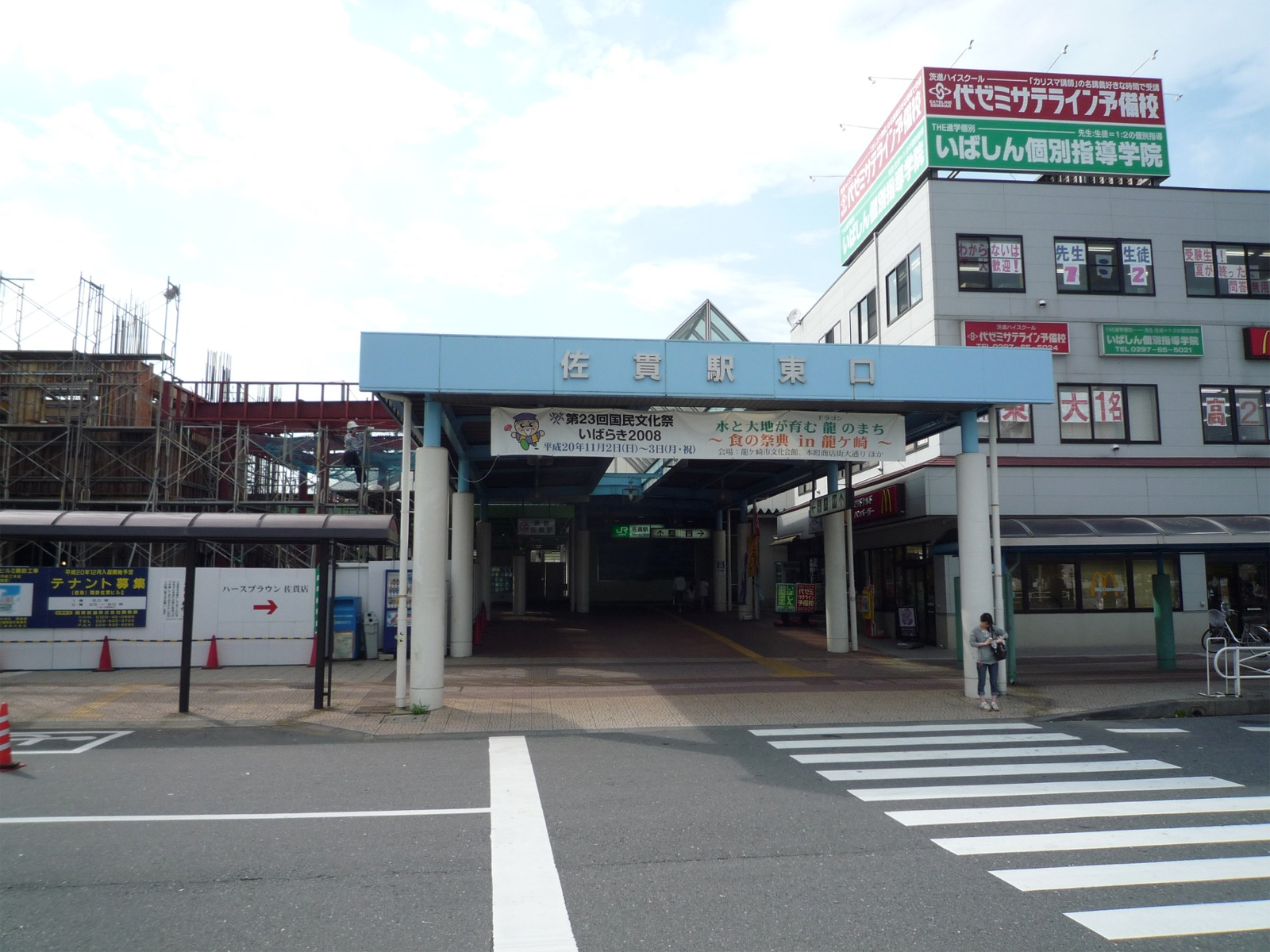
동쪽 출구
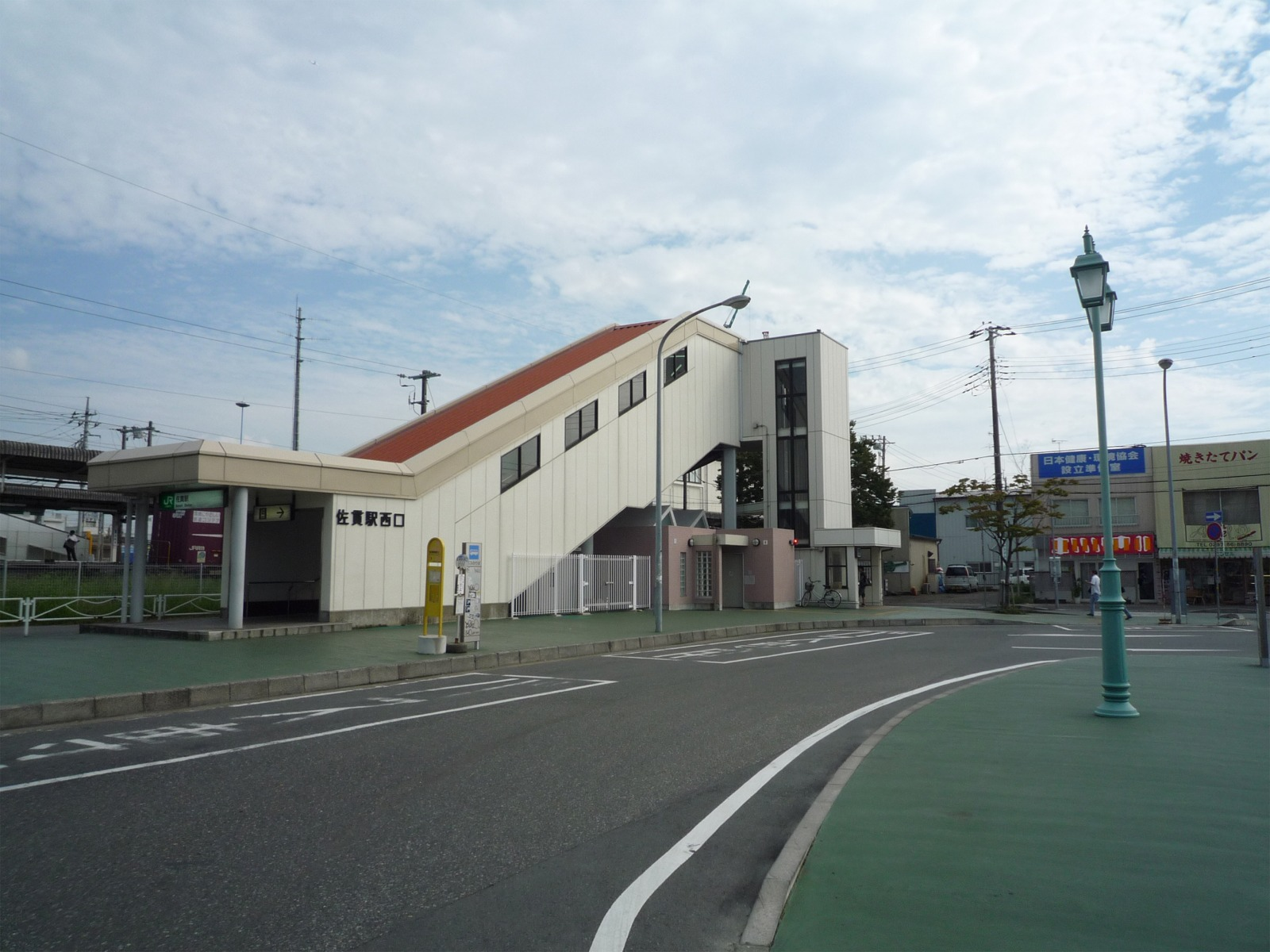
남쪽 출구

## 역사
- 1900년 8월 14일 - 일본 철도 쓰치우라 선 (지금의 조반선), 류가사키 철도의 역이 동시에 개업하였다.
- 1906년 11월 1일 - 일본 철도가 국유화되어 관영철도(일본국유철도)의 소속이 되었다.
- 1944년 5월 13일 - 류가사키 철도가 가시마산구 철도에게 철도 사업을 양도했다.
- 1965년 6월 1일 - 가시마산구 철도와 조소쓰쿠바 철도가 합병하여 간토 철도가 되었다.
- 1987년 4월 1일 - 일본국유철도의 민영화에 따라 일본국유철도의 역이 동일본 여객철도의 소속이 되었다.
- 2001년 11월 18일 - 스이카의 사용이 개시되었다.
- 2009년 3월 14일 - 류가사키 선에서 파스모의 사용이 개시되었다.

## 인접정차역
| 동일본 여객철도        | 동일본 여객철도 | 동일본 여객철도      |
| ---------------------- | --------------- | -------------------- |
| 후지시로 시나가와 방면 | ■조반선         | 우시쿠 다카하기 방면 |
| 간토 철도 류가사키 선  |                 |                      |
| 시·종착역              | 보통            | 이레지 류가사키 방면 |